# Toranomon (métro de Tokyo)
Toranomon (虎ノ門駅, Toranomon-eki) est une station du métro de Tokyo sur la ligne Ginza dans l'arrondissement de Minato à Tokyo. Elle est exploitée par le Tokyo Metro.

## Situation sur le réseau
La station Toranomon est située au point kilométrique (PK) 5,5 de la ligne Ginza.

## Histoire
La station a été inaugurée le 18 novembre 1938 comme terminus de la ligne de la Tokyo Rapid Railway, future ligne Ginza.

## Services aux voyageurs

### Accès et accueil
La station est ouverte tous les jours.
En moyenne, 121 679 voyageurs ont fréquenté quotidiennement la station en 2015.

### Desserte
- Ligne Ginza :
  - voie 1 : direction Shibuya
  - voie 2 : direction Asakusa

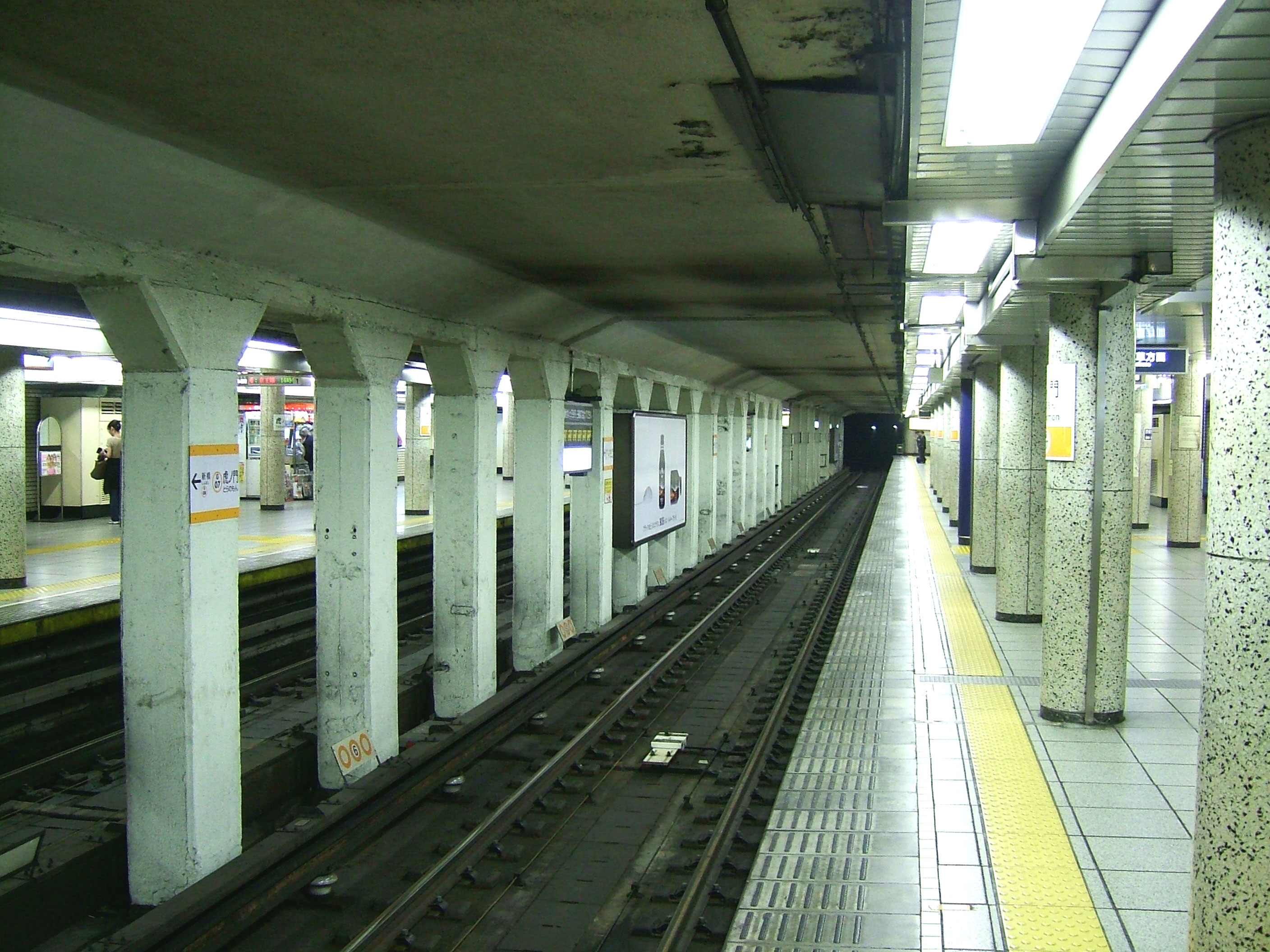
Quais de la ligne Ginza
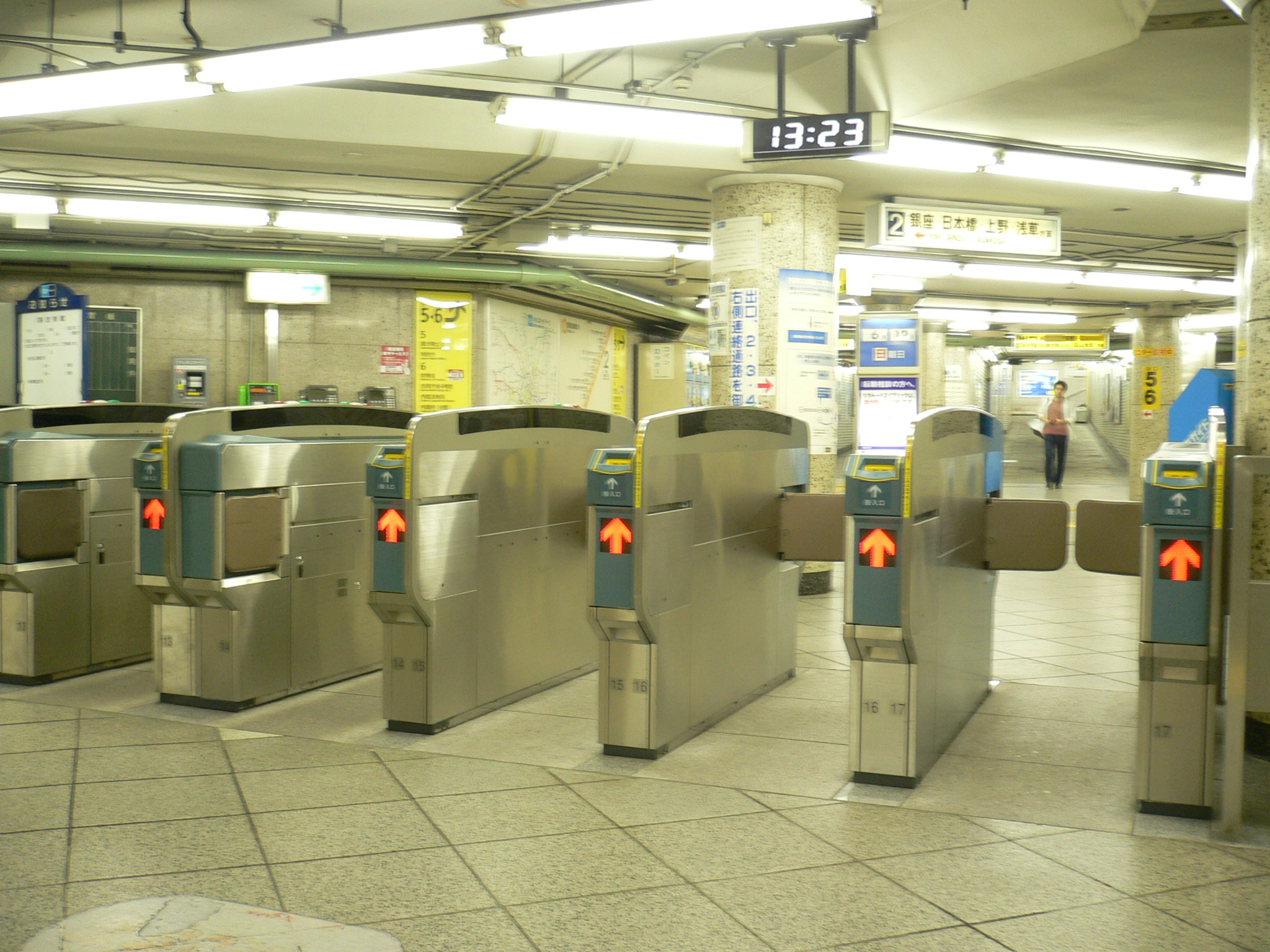
Ligne de contrôle

## À proximité
- Kasumigaseki